# Leptobarbus
La sottofamiglia Leptobarbinae comprende 5 specie di pesci d'acqua dolce appartenenti al genere Leptobarbus, famiglia Cyprinidae.

## Distribuzione e habitat
Tutte le specie sono originarie delle acque dolci del Sudest asiatico: Borneo, Sumatra e Thailandia, dove abitano fiumi che attraversano le foreste e stagionalmente le inondano.

## Descrizione
Presentano un corpo allungato, compresso ai fianchi, idrodinamico, tipicamente cipriniforme, con ampie pinne triangolari e ricoperto da grosse scaglie lucenti. La livrea è dofferente per ogni specie, ma prevale un fondo bruno dorato con riflessi metallici. 

Le dimensioni sono molto varie, dagli 8 cm di Leptobarbus hosii ai 100 cm di L. hoevenii.

## Pesca
Almeno due specie (L. hoevenii e L. melanopterus) sono oggetto di pesca e acquacoltura per l'alimentazione umana.

## Specie
- Leptobarbus hoevenii
- Leptobarbus hosii
- Leptobarbus melanopterus
- Leptobarbus melanotaenia
- Leptobarbus rubripinna